# EdX

edX는 2021년부터 2U가 소유한 미국 영리 온라인 교육 플랫폼이다. 플랫폼의 주요 초점은 엘리트 브랜드 부트캠프를 포함한 다양한 서비스를 관리하는 것이다.

## 기능
edX 과정은 주간 학습 순서로 구성된다. 각 학습 순서는 대화형 학습 연습이 포함된 짧은 비디오로 구성되어 있으며, 학생들은 비디오의 개념을 즉시 연습할 수 있다. 코스에는 캠퍼스 내 소규모 토론 그룹과 유사한 튜토리얼 비디오, 온라인 교과서, 학생들이 서로 및 조교에게 질문과 의견을 게시하고 검토할 수 있는 온라인 토론 포럼이 포함되는 경우가 많다. 해당되는 경우 온라인 실험실이 과정에 통합된다. 예를 들어, edX의 첫 번째 MOOC(회로 및 전자 과정)에서 학생들은 온라인 연구실에서 가상 회로를 구축했다.
edX는 성공적인 수료 증명서를 제공하며 일부 과정은 학점이 인정된다. 대학이 온라인 과정에 대한 학점을 제공하는지 여부는 학교의 단독 재량에 달려 있다. edX는 학생들이 과정을 청강하거나(무료) edX 인증 수료증을 취득할 수 있는 옵션(수수료는 과정에 따라 다름)을 선택할 수 있는 검증된 과정을 포함하여 다양한 과정 수강 방법을 제공한다. edX는 또한 단일 주제에 대해 2~7개의 검증된 과정으로 구성된 번들 세트를 이수할 수 있도록 XSeries 수료증을 제공한다(비용은 과정에 따라 다름).
일부 과정에서는 비용을 지불한 학생만 시험을 볼 수 있다.
150개 이상의 학교, 비영리 단체, 기업이 edX 웹사이트에서 강좌를 제공하고 있거나 제공할 계획이다. 2020년 7월 현재 3,300만 명의 등록 학생이 이용할 수 있는 3,000개 강좌가 있다.